# 139P/Väisälä-Oterma
139P/Väisälä-Oterma, chiamata anche cometa Väisälä-Oterma, è una cometa periodica del Sistema solare, appartenente alla famiglia delle comete gioviane.

## Storia osservativa
La cometa ha avuto una storia osservativa piuttosto travagliata.
Fu scoperta il 7 ottobre 1939 da Yrjö Väisälä dall'Osservatorio di Turku, in Finlandia, nel corso di una campagna di ricerca fotografica di asteroidi. Identificato come tale, fu designato 1939 TN. Appariva come un oggetto di magnitudine 15,8. In un arco temporale di 35 giorni, furono eseguite altre quattro osservazioni dallo stesso Väisälä e dalla sua collega Liisi Oterma. Quest'ultima ne calcolò un'orbita.
I dati raccolti furono pubblicati solo nel 1979. In questa circostanza, Oterma suggerì che potesse trattarsi di una cometa. Inoltre, allo scopo di confermare tale ipotesi ricontrollò le lastre fotografiche del 1939 e nel 1981 comunicò che l'oggetto presentava un aspetto diffuso, compatibile con l'identificazione cometaria.
Dal 1939 al 1998, comunque, l'oggetto non fu più osservato finché non venne riscoperto il 18 novembre 1998 da LINEAR e nuovamente identificato come un asteroide (con designazione 1998 WG22). Il seguente 7 dicembre rivelò un aspetto cometario e l'astronomo giapponese Syuichi Nakano lo identificò correttamente come una nuova apparizione di una stessa cometa periodica.
Della cometa sono stati osservati anche i successivi ritorni al perielio, nel 2008 e nel 2017. Il prossimo ritorno è previsto per il 2027.

## Orbita
La Cometa Väisälä-Oterma percorre un'orbita moderatamente eccentrica, inclinata di circa 2° rispetto al piano dell'eclittica. L'afelio, esterno all'orbita di Giove, è a 5,63 UA dal Sole; il perielio, compreso tra le orbite di Giove e di Marte, è a 3,04 UA dal Sole. La cometa completa un'orbita in circa 9 anni e mezzo.
La cometa si trova ad attraversare il piano dell'orbita di Giove in prossimità all'orbita stessa e periodicamente subisce incontri ravvicinati con il pianeta. Kazuo Kinoshita ha calcolato che nel 1935 è transitata a 0,1868 UA da Giove e che l'orbita ha subito rilevanti cambiamenti, in particolare la riduzione delle distanze al perielio e all'afelio, dell'inclinazione e del periodo orbitale e il raddoppiamento dell'eccentricità.
Il prossimo incontro è previsto per il 4 maggio 2042. In tale circostanza la cometa transiterà a sole 0,0710 UA dal pianeta e ne risulteranno nuovamente cambiamenti significativi dell'orbita, ma di segno opposto ai precedenti, ovvero: un incremento di perielio (4,93 UA) ed afelio (6,60 UA) ed un conseguente allungamento del periodo orbitale, che diverrà di quasi 17 anni; un'ulteriore riduzione di circa 1° dell'inclinazione orbitale, mentre l'eccentricità subirà minime variazioni.